# Церона (район)
Церона — район зоби (провінції) Дебуб, що в Еритреї. Столиця — місто Церона. У 2005 році частину території було включено до новоствореного району Маї-Аїні.